# ブラックストリート
ブラックストリート（英語: Blackstreet）は、1991年にテディ・ライリーとショーンシー・ハニバルを中心として結成されたアメリカ出身のR&Bグループである。

## 略歴
ガイを解散させたテディ・ライリーは、彼自身をフィーチャーした新たなグループを着想し、結成メンバーの名字「ストーンストリート」をグループ名にしかけたが、それに他のメンバー、ショーンシー・ハニバルのあだ名である「ブラック」を組み込んで「ブラックストリート」と名付けた。結成当時のメンバーは、テディ・ライリーを中心に、ショーンシー・ハニバル、リーヴァイ・リトル、ジョセフ・ストーンストリートの4人であったが、ストーンストリートはバンドのデビュー・アルバムが発売される前にデイヴ・ホリスターと交代している。
ニュージャックスウィングは1993年ごろまでで終了していた。だが、彼らの最初のシングル「ベイビー・ビー・マイン（Baby Be Mine）」は、ライリーが手掛けたニュージャックスウィング曲では最後の残り火とも言える出来の良い曲だった。同曲は、ユニバーサル・ピクチャーズの『CB4』というコメディ映画のサウンドトラックとして、1993年に発売された。この曲はストーンストリートがリードをとり、ライリーはプロデュースと、ストーンストリートとの共同での作曲を行った。しかし、ストーンストリートはこのシングルの発売から間もなくしてこのグループを去ることになり、その後釜として、ホリスターが加わることとなった。
彼らのデビュー・アルバム『ブラックストリート』は、プラチナディスクを獲得する成功を得る。同様に、このアルバムからシングルカットされた「"Booti Call」「Before I Let You Go」「Joy」のうち2曲がトップ40に入るヒットとなる。中でも「Before I Let You Go」はトップ10入りの成功を収めた。その後、メンバーが入れ替わり、マーク・ミドルトンらが加入した。ミドルトンは短命に終わったモータウンのグループ「ブリック・シティ」の元メンバーだった。
続く1996年のアルバム『アナザー・レヴェル』からは、ドクター・ドレーと共演した「ノー・ディギティ（No Diggity）」がビルボードホット100で同年の11月にナンバー１ヒットになるなど、更なる成功をもたらし、同様にこのアルバムからシングルカットされた「Don't Leave Me」もトップ40に入るヒットを記録した。そして1998年のグラミー賞においてデュオ・グループによる最優秀R&Bパフォーマンスの表彰を受けた。結果としてこのアルバムは、アメリカ国内において4×プラチナディスク(＝400万枚以上のセールス)を獲得し、ビルボードにおけるチャートでも最高で3位にまで達した。
彼らのサード・アルバム『ファイナリー』からのシングル「Girlfriend/Boyfriend」では、ジャネット・ジャクソンとのコラボレーション、および、ジャ・ルールとイヴをフィーチャーし、アメリカ国内よりもイギリス、カナダ、日本などでヒットした。そして、このアルバム自体もアメリカのビルボード200で10位内に入る大ヒットとなった。
1999年には「テイク・ミー・ゼア」をマイア、メイス、ブリンキー・ブランクとの共同名義で発売し、ヒットさせた。しかし、この頃になるとメンバー間の不和が徐々に表面化し、それがアルバムのセールスにも響き、結果としてグループは空中分解してしまった。
テディ・ライリーは2000年にガイのメンバーも含めて再結成アルバムのレコーディングを行い、それに続いて彼自身のソロ・アルバムのための作業に取り掛かった。そんな中で、ライリーは険悪になっていたハニバル、ミドルトン、ウィリアムスとの関係を修繕するよう考えを改め、それにより、彼らがグループに復帰し、結果としてライリーのソロ・アルバムの計画は、ブラックストリートの再結成へと変化していった。法的な問題に対するさまざまな噂が飛び交う中で、再結成されたブラックストリートとして2003年にアルバム『LEVEL Ⅱ』を発表した。この再結成は長くは続かず、それぞれが再びソロ・キャリアに進んでいった。

### その後
ブラックストリートを存続させようとする試みが幾度か失敗に終わった後、2014年、ハニバル、リトル、ミドルトン、ウィリアムスの元メンバーが、ブラックストリート名義で再結成すると発表された。彼らは現在もこのメンバー構成で活動を続けており、2015年4月には2度目のオーストラリア・ツアーを行っている。
2015年、ミドルトンとウィリアムスは、ユーロビジョン・ソング・コンテスト2015の北マケドニア代表曲「Autumn Leaves」でダニエル・カイマコスキのバック・ボーカルを務めた。
ジョセフ・ストーンストリートは、2018年6月25日に56歳で亡くなった。

## メンバー

### 現在のメンバー
- ショーンシー・ハニバル (Chauncey "Black" Hannibal) (1991年–2005年、2007年– )
- リーヴァイ・リトル (Levi Little) (1991年–1996年、2005年–2006年、2014年– )
- マーク・ミドルトン (Mark Middleton) (1996年–1998年、2002年–2011年、2014年– )
- エリック・ウィリアムス (Eric Williams) (1996年–1999年、2002年–2011年、2014年– )

### 旧メンバー
- ジョセフ・ストーンストリート (Joseph Stonestreet) (1991年–1994年) ※2018年死去
- テディ・ライリー (Teddy Riley) (1991年–2016年)
- デイヴ・ホリスター (Dave Hollister) (1994年–1996年、2009年–2016年)
- テレル・フィリップス (Terrell Phillips) (1998年–1999年)

## ディスコグラフィ

### スタジオ・アルバム
- 『ブラックストリート』 - Blackstreet (1994年)
- 『アナザー・レヴェル』 - Another Level (1996年)
- 『ファイナリー』 - Finally (1999年)
- 『LEVEL Ⅱ』 - Level II (2003年)

### コンピレーション・アルバム
- 『ノー・ディギティ～ザ・ヴェリー・ベスト・オブ・ブラックストリート』 - No Diggity: The Very Best of Blackstreet (2003年)
- 20th Century Masters – Millennium Collection: The Best of Blackstreet (2004年)